# Eurovisiesongfestival 1969
Het Eurovisiesongfestival 1969 was het veertiende Eurovisiesongfestival en vond plaats op 29 maart 1969 in Madrid, Spanje. Het programma werd gepresenteerd door Laurita Valenzuela. Van de 16 deelnemende landen wonnen: Frankrijk (Frida Boccara met Un jour, un enfant), Verenigd Koninkrijk (Lulu met Boom bang-a-bang), Nederland (Lenny Kuhr met De troubadour) en gastland Spanje (Salomé met Vivo cantando). Elk lied kreeg 18 punten, 11% van het totale aantal punten.
Met 13 punten werd Zwitserland vijfde, gevolgd door Monaco op de zesde plaats met 11 punten.
Het decor werd ontworpen door Salvador Dalí.

## Interludium
Het interludium bestond, net als vorig jaar, uit beelden van het gastland. "La España diferente" was gebaseerd op de vier elementen aarde, lucht, water en vuur.

## Puntentelling

### Stemstructuur
Net als vorig jaar had elk land tien juryleden, die elk 1 punt aan een liedje gaven. Stemmen op het eigen land is niet toegestaan.

### Score bijhouden
De score werd bijgehouden op een scorebord dat in de zaal hing. De deelnemende landen stonden in het Spaans op het bord. Boven elke landnaam stond klein de landcode zoals die ook op auto's gebruikt wordt. De gegeven punten werden gelijk bij het totaal van het land opgeteld. Tijdens de puntentelling stond de presentatrice achter de microfoon onder het scorebord. De EBU-jury zat schuin tegenover haar.

### Stemmen
De landen werden in volgorde van optreden opgebeld. Het geven van de punten ging op volgorde van optreden. De vertegenwoordiger van het land noemde het land en het aantal stemmen in het Engels of Frans dat herhaald werd door de presentatrice. Daarna noemde de presentatrice het land en punten in de andere taal. Men gebruikte in het Frans en in het Engels het woord vote(s) en niet  point(s) .

### Beslissing
Na de één-na-laatste stemming, die van Portugal, stonden drie landen op kop, Spanje, Nederland en Frankrijk hadden elk 18 punten. Het Verenigd Koninkrijk kwam daarachter met 17 punten. De presentatrice was al een beetje beduusd en kondigde aan dat ze de winnaar bekend wilde maken. De EBU-controleur wees haar er op dat Finland nog punten moest geven.
Als Finland één punt aan Spanje, Nederland of Frankrijk zou geven, zou de winnaar duidelijk zijn. Finland gaf echter één punt aan het Verenigd Koninkrijk waardoor er vier landen 18 punten hadden.
Een merkwaardige situatie deed zich voor: gastland Spanje, Frankrijk, het Verenigd Koninkrijk en Nederland stonden aan het einde van de puntentelling samen op de eerste plaats met 18 punten. Paniek in de tent, want hierin voorzag het reglement niet. De presentatrice wendde zich vertwijfeld tot de EBU-scrutineer Clifford Brown met de vraag wat er nu moest gebeuren, waarop deze antwoordde dat alle vier winnaars zouden zijn. Er waren maar vier medailles (oorspronkelijk bestemd voor artiest, producer en tekstschrijver), die nu maar verdeeld werden onder de uitvoerende artiesten. De producers en tekstschrijvers kregen hun exemplaar na afloop van het festival per post thuisbezorgd.
In de commotie wordt vaak vergeten dat Spanje eurovisie-geschiedenis schreef: voor het eerst won een land twee keer achter elkaar.
Aangezien het reglement bepaalt dat het winnende land het jaar erop het festival mag organiseren, ontstond ook daar een probleem. Via loting werd uiteindelijk bepaald dat Nederland in 1970 gastland zou zijn.

### Resultaat
| Plaats | Land                | Artiest            | Lied                             | Punten |
| ------ | ------------------- | ------------------ | -------------------------------- | ------ |
| 1      | Frankrijk           | Frida Boccara      | Un jour, un enfant               | 18     |
| 1      | Nederland           | Lenny Kuhr         | De troubadour                    | 18     |
| 1      | Spanje              | Salomé             | Vivo cantando                    | 18     |
| 1      | Verenigd Koninkrijk | Lulu               | Boom bang-a-bang                 | 18     |
| 5      | Zwitserland         | Paola              | Bonjour, bonjour                 | 13     |
| 6      | Monaco              | Jean-Jacques       | Maman, maman                     | 11     |
| 7      | België              | Louis Neefs        | Jennifer Jennings                | 10     |
| 7      | Ierland             | Muriel Day         | The wages of love                | 10     |
| 9      | Duitsland           | Siw Malmkvist      | Primaballerina                   | 8      |
| 9      | Zweden              | Tommy Körberg      | Judy, min vän                    | 8      |
| 11     | Luxemburg           | Romuald            | Cathérine                        | 7      |
| 12     | Finland             | Jarkko & Laura     | Kuin silloin ennen               | 6      |
| 13     | Italië              | Iva Zanicchi       | Due grosse lacrime bianche       | 5      |
| 13     | Joegoslavië         | Ivan & 3M          | Pozdrav svijetu                  | 5      |
| 15     | Portugal            | Simone de Oliveira | Desfolhada portuguesa            | 4      |
| 16     | Noorwegen           | Kirsti Sparboe     | Oj, oj, oj, så glad jeg skal bli | 1      |

## Deelnemers

### België en Nederland

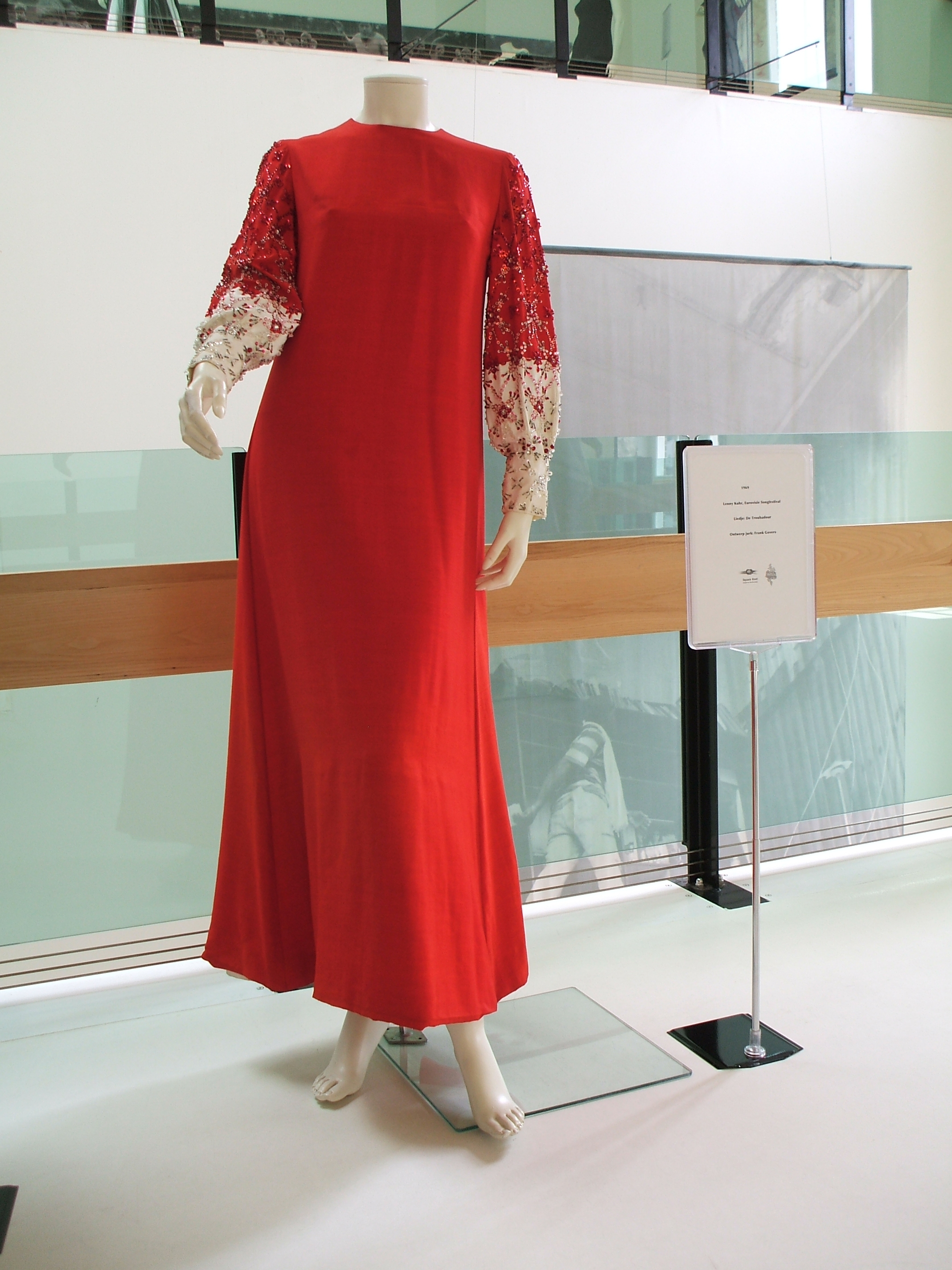
De jurk van Lenny Kuhr

Voor België zong Louis Neefs Jennifer Jennings en haalde daarmee een zevende plaats, voor Nederland trad Lenny Kuhr op met De troubadour.

### Terugkerende artiesten
| Land      | Artiest            | Plaats | Eerdere deelname | Plaats toen |
| --------- | ------------------ | ------ | ---------------- | ----------- |
| België    | Louis Neefs        | 7      | België 1967      | 7           |
| Duitsland | Siw Malmkvist      | 9      | Zweden 1960      | 10          |
| Luxemburg | Romuald            | 11     | Monaco 1964      | 3           |
| Noorwegen | Kirsti Sparboe     | 16     | Noorwegen 1965   | 13          |
| Noorwegen | Kirsti Sparboe     | 16     | Noorwegen 1967   | 14          |
| Portugal  | Simone de Oliveira | 15     | Portugal 1965    | 13          |

### Nationale keuzes
Vice Vukov (Eurovisiesongfestival 1963 en 1965) en Lola Novaković (Eurovisiesongfestival 1962) deden opnieuw mee in Joegoslavië maar zonder succes. Het was de vijfde keer dat Ierland meedeed en het leek wel een reünie, alle vier vorige deelnemers Butch Moore, Dickie Rock, Sean Dunphy en Pat McGeegan waren op het appel, zelfs Dana die een jaar later zou gaan winnen was er bij, maar toch was het Muriel Day die won en naar het songfestival ging. In Nederland werd Anneke Grönloh vijfde in de preselectie. Svante Thuresson was zesde in Zweden. In Noorwegen ook bekend volk met Odd Børre die vorig jaar nog meedeed en Lill-Babs die Zweden vertegenwoordigde in 1961. In Duitsland waren er nog geen oudgedienden van het songfestival maar wel grote namen als Rex Gildo en Peggy March. Madalena Iglésias deed in 1966 mee voor Portugal. In Finland deden oudgedienden Laila Kinnunen, Marion Rung en Viktor Klimenko mee.
Frida Boccara was verreweg de bekendste deelneemster. Zij zong voor Frankrijk.

### Trivia
- Jean-Jacques, die Monaco vertegenwoordigde, is een van de jongste deelnemers aller tijden. Hij was toen slechts twaalf jaar.
- Salome, de vertegenwoordiger van Spanje, droeg een outfit die gemaakt was van porselein. Het pak woog meer dan 30 kg.
- Kirsti Sparboe uit Noorwegen zorgde voor opschudding: er werd gesuggereerd dat haar kleding was gemaakt van illegaal zeehondenbont.
- Muriel Day was de eerste zangeres afkomstig uit Noord-Ierland.
- Het Eurovisiesongfestival van 1969 was het tweede dat in kleur werd uitgezonden.

### Terugtrekkende landen
- Oostenrijk: trok zich officieel terug omdat het land naar eigen zeggen geen geschikte kandidaat kon vinden.[2] In het algemeen wordt echter aangenomen dat het land zich terugtrok vanwege het regime van dictator Franco. Het land zond het songfestival van 1969 wel uit.

### Kaart

Deelnemende landen
Landen die al meegedaan hebben maar niet meedoen